# Lithocarpus erythrocarpus
Lithocarpus erythrocarpus är en bokväxtart som först beskrevs av Henry Nicholas Ridley, och fick sitt nu gällande namn av Aimée Antoinette Camus. Lithocarpus erythrocarpus ingår i släktet Lithocarpus och familjen bokväxter. IUCN kategoriserar arten globalt som sårbar. Inga underarter finns listade.